# Studio Hamburg Enterprises
Die Studio Hamburg Enterprises GmbH (SHE) ist Teil der Studio Hamburg Gruppe, die als 100-prozentige Tochter der NDR Media GmbH eines der größten deutschen Dienstleistungsunternehmen für Film, Fernsehen und digitale Medien repräsentiert.
Die Bereiche Rechte- und Lizenzhandel, Programmankauf und Koproduktion, internationaler Vertrieb, Digital Sales, New Media sowie Home Entertainment sind eng miteinander verzahnt und folgen einer einheitlichen Vermarktungsstrategie. Die Gesellschaft mit Sitz in Hamburg und Niederlassungen in Berlin und München erwirbt darüber hinaus internationale Spielfilm- und Fernseh-Lizenzen zur Programmauswertung in Kino, Fernsehen, VOD sowie auf DVD und Blu-ray.
Die SHE betreut Vertriebsmandate bzw. Content-Partnerschaften der Anstalten der ARD, ZDF, BBC, Lionsgate, eOne, HBO Europe, Red Bull Media House, CBS, Turner, Warner Brothers und vielen weiteren.

## Katalog (Auswahl)
- Adult Swim
- Aerial America
- Anna
- APP
- Bitten
- Braquo
- Cedar Cove
- Das Erbe der Guldenburgs
- Das Millionenspiel
- Der Fall Jakob von Metzler
- Der Tatortreiniger
- Die Bergretter
- Die Kennedys
- Die Mannschaft
- Die Schwarzwaldklinik
- Ein Herz und eine Seele
- Es war einmal
- FIFA WM 2014
- Große Geschichten
- Großstadtrevier
- Hape Kerkeling – Die große TV-Edition
- Helmut Schmidt – Lebensfragen
- Herzbube mit zwei Damen
- Inas Nacht – Best of Singen & Best of Sabbeln
- Mako – Einfach Meerjungfrau
- Marsupilami
- Neues aus Büttenwarder
- Nichts als die Wahrheit – 30 Jahre Die Toten Hosen
- Nordvest
- Notruf Hafenkante
- Nymphs
- Played
- Pokémon (Anime)
- Republic of Doyle
- Rosa Roth
- Sachsens Glanz und Preußens Gloria
- Saving Hope
- Schimanski
- Sesamstrasse
- skins
- Straßenfeger-Edition
- Terra X
- The Brady Bunch – Drei Mädchen und drei Jungen
- The IT Crowd
- Top Gear
- Um Himmels Willen
- Undercover
- Udo Jürgens – Der Mann, der Udo Jürgens ist
- Unsere Mütter, unsere Väter
- Unterwegs mit Odysseus
- Wildes Deutschland
- ZULU
- Die Männer vom K3 (Staffel 1 – Staffel 3.3)